# Белият лоцман
„Белият лоцман“ е приключенска повест на българския писател Петър Бобев.
Публикувана е от издателство „Народна младеж“, София на 30 март 1961 г. под № 60 от поредицата Библиотека „Приключения и научна фантастика“ с илюстрации от художника Михаил Руев. Книгата е с формат 25 см. (1/16 59/84), с размери 15/20,5 см., 124 страници, подвързана с твърди корици, с тираж: 10 000 бр.
Повестта е включена в общото издание „Белият лоцман. Теао немия“ на издателство „Народна младеж“, София, от 30 март 1975 г., с илюстрации от дъщерята на автора – Ани Бобева. Сборникът е с размери 14,5/21 см., 252 страници, 20 000 бр. с меки и 5000 бр. с твърди корици, с общ тираж: 25 000 бр.

## Сюжет
Внимание:  Текстът по-долу разкрива сюжета на произведението (или части от него)!
Действието на повестта се развива в Тихия океан. Малкият бял делфин дразни с необичания цвят на кожата си своето стадо, особено стария водач. Прогонен от стадото си, наранен и изтощен, той се добира до малък залив на самотен скалист остров. На този остров живее и човек, корабокрушенец от потънал товарен кораб. Той помага на делфина да се възстанови от раните си и го защитава от опасните му врагове. Постепенно белият делфин се привързва към човека и между тях се заражда необикновено и силно приятелство. делфинът става верен приятел на корабокрушенеца и неведнъж го спасява от сериозни опасности. Но покрай острова минава кораб и спасява корабокрушенеца. Белият делфин остава да живее сред опасните скали и рифове около острова, и когато кораб преминава през тези води, той винаги го съпровожда и превежда през опасните рифове, с надеждата отново да срещне своя приятел и спасител.

## Литературни награди
- 1961: първа награда на конкурс на Министерството на просветата и Съюза на българските писатели.

## Рецензии
- Васил Александров: „Прочетете тези книги – Белият лоцман. Повест от Петър Бобев“ (рецензия), сп. „Пламъче“, 1961 г., книжка 5, стр.46;
- Върбан Стаматов: „Белият лоцман“ (рецензия), в. „Литературен фронт“, бр.34 от 24 август 1961 г.

## Издания на чужди езици
на руски език
- 1962 г. – „Белый лоцман“(„Белият лоцман“), издателство: „Издательство литературы на иностранных языках“, София, превод: И. Абрамова, 124 стр., с твърди корици;

на грузински език
- 1966 г. „Белый лоцман“(„Белият лоцман“), издателство: „Накадули“, Тбилиси, 1966 г., превод:Дж. Рамишвили; илюстрации: К. Хуцишвили, 118 с.;

на немски език
- 1969 г. – „Der Weisse Lotse“ („Белият лоцман“), издателство: „Altberliner Verlag Lucie Groszer“, Berlin, DDR (ГДР);